# Mr. Ed Jumps the Gun
Mr. Ed Jumps the Gun ist eine deutsche Rockgruppe aus Berlin, deren Musikstil auch durch Punkeinflüsse geprägt ist.
Der Name der Band bedeutet frei übersetzt: Mr. Ed macht einen Frühstart. Gemeint ist das sprechende Pferd aus der gleichnamigen Fernsehserie.

## Geschichte
Die Mitglieder sind Rapper M.C.O., Gitarrist J.D., Bassist Big H und Schlagzeuger Mr. Ho. Die Gruppe ist hauptsächlich durch Coverversionen erfolgreicher Rockhits aus den 1960er und 1970er Jahren bekannt geworden, darunter auch eine Version von Deep Purples Smoke on the Water, zu finden auf der zweiten Version von Dance Dance Revolution unter dem Titel Smoke. Ihren Durchbruch hatten sie 1995 mit Wild Thing. Mit ihrer Version von Don’t Ha Ha, einem Top-Hit von Casey Jones & the Governors aus dem Jahr 1965, hatten sie im Jahr darauf einen zweiten Hit. Das Album Heehaw! befand sich im Jahr 1996 über drei Monate in den Albumcharts.

## Diskografie
- 1995: Boom! Boom!
- 1996: Heehaw!
- 1999: Face Now!